# Joe Lala

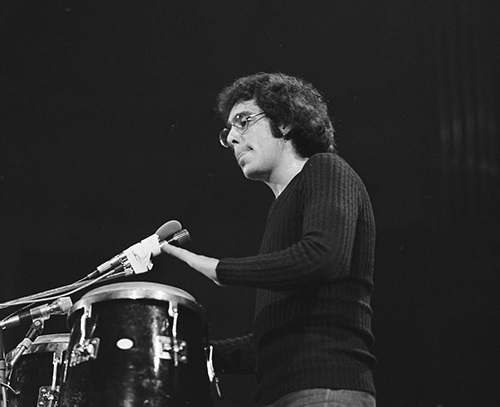
Lala (TopPop, 1972)

Joseph Anthony "Joe" Lala (Ybor City, 3 de noviembre de 1947 - Tampa, 18 de marzo de 2014) fue un músico, actor y actor de doblaje estadounidense que destacó por el doblaje de Kun Lan del videojuego Killer7 y como baterista y percusionista que trabajó con Crosby, Stills, Nash & Young, Manassas, Bee Gees, Whitney Houston y muchos otros.
Nacido en Ybor City, Tampa, Florida, sus padres eran de Contessa Entellina (una de las comunidades de minorías albanesas en Sicilia). Lala comenzó a tocar la batería en varias bandas de Florida, antes de formar la banda Blues Image en 1966. También de vez en cuando era el vocalista principal, especialmente en la canción "Leaving My Troubles Behind". Acumuló 32 discos de oro y 28 de platino a lo largo de su carrera. Tocó en las bandas sonoras de las películas Saturday Night Fever, Staying Alive, D.C. Cab, Streets of Fire, All the Right Moves, Breathless, Defiance, The Lonely Guy y Airplane!.
Lala murió de cáncer el 18 de marzo de 2014, a la edad de 66 años.

## Filmografía
| Año  | Filme                                              | Papel                      |
| ---- | -------------------------------------------------- | -------------------------- |
| 1993 | Pinky and the Brain                                |                            |
| 1997 | An American Tail: The Mystery of the Night Monster | Bootlick                   |
| 1999 | Our Friend, Martin                                 | Reportero #2/ Demonstrador |
| 1999 | Johnny Bravo                                       | Raoul                      |
| 2000 | Demolition University                              | Carlos Ramos               |
| 2002 | El jorobado de Notre Dame 2                        | Guardia 1                  |